# Stenohya chinacavernicola
Stenohya chinacavernicola es una especie de arácnido del orden Pseudoscorpionida de la familia Neobisiidae.

## Distribución geográfica
Se encuentra en Sichuan (China).